# Coronigoniella spinosa
Coronigoniella spinosa är en insektsart som först beskrevs av Henry Fairfield Osborn 1926.  Coronigoniella spinosa ingår i släktet Coronigoniella och familjen dvärgstritar. Inga underarter finns listade i Catalogue of Life.